# 盛大网络
上海盛大网络发展有限公司（納斯達克除牌前：GAME.O，简称“盛大网络”）是中国的网络游戏运营商。

## 历史
盛大网络于1999年12月由陈天桥和陈大年在上海创立。因代理韩国游戏热血传奇而发展迅速，被誉为互联网界的神话。
2004年5月13日，盛大在纽约纳斯达克上市，良好的赢利表现与业绩成长使得该公司股价一直维持在较高价位，也使公司创办人陈天桥在2004年一跃成为中国新首富。盛大网络自2005年起正式进入电子设备领域。
2005年2月19日，盛大网络以2.304亿美元在二级市场突然收购中国门户网站新浪网19.5%普通股股权，成为新浪最大股东。该举动被认为是盛大公司向发展为中国传媒巨头所踏出的重要一步。陈天桥曾宣称希望将盛大打造成为中国的迪士尼。此事件也使盛大名声大震。在2月22日，新浪启动“股东购股权计划”(俗称“毒丸计划”)，如果盛大试图继续扩大新浪股份，将付出超过每股150美元的代价，对盛大进一步增持新浪股票产生阻碍。
2005年11月28日和29日，盛大突然宣布旗下《梦幻国度》和《传奇》两款网游永久免费运营，几天后宣布《传奇世界》也免费运营。随后其他网络游戏公司也宣布多款网游永久免费，不过购买游戏装备还是收费的。盛大游戏免费后，人均消费由第一季度时的30元（人民币，下同）提升到了第四季度时的55元。
2006年11月，盛大向花旗环球金融转让370万股新浪股票，盛大获益9910万美元，并使盛大所持新浪股份减至11.4%。
2007年2月，盛大再度出售400万股新浪股票给花旗环球金融，作价1.296亿美元。交易结束后，盛大持有新浪股票210万股。
2008年7月，盛大网络宣布成立“盛大文学有限公司”，并任命原新浪网副总编侯小强担任新公司CEO，起点中文网创始人吴文辉任公司总裁，旗下包含三大网站：起点中文网、晋江原创网、红袖添香 （页面存档备份，存于），占据當時中文网络小说创作和版权交易80%市场份额。
2009年9月25日，盛大分拆盛大遊戲在納斯達克上市，以每股12.5元的價格總共發行了8350萬股美國承託憑證股，其中1304.35萬股由盛大遊戲發行，7045.65萬股由盛大網路發行，共募集10億4千萬美元。2012年2月正式退市。
2010年，盛大网络代理了《泡泡战士》。
2013年5月，盛大将剩余的全部210万股新浪股票出售，获益7650万美元。
2014年11月，盛大互动娱乐将所持有全部盛大游戏股份分别出售给宁夏中银绒业国际集团和亿利盛达投资控股，出售后，盛大互动娱乐不再持有盛大游戏股份。
2015年，腾讯收购盛大旗下的盛大文学。
2016年4月12日，盛大以每股32美元，斥資3.4億美元向特里安基金(Trian Fund Management)收購美國大型資產管理公司美盛集團9.9%股權，成為美盛的最大股東。7月6日將美盛集團的持股比重提高至10.4％。
2016年5月23日，盛大網絡斥資1.487億美元，購入0.29億股借貸俱樂部，佔其發行股票的11.7%，成為最大股東。

## 旗下产品
- 糖果
- 91ni
- 2144小游戏
- 酷6视频
- 边锋游戏
- 浩方电竞平台
- 巨星
- ET语音
- 游戏茶苑
- 咔咔照
- 格子客
- 冒险岛

### 泡泡堂中文网（poptang.com）
“泡泡堂中文网”是曾经的盛大门户网站，包含网络社区、新闻、音乐等丰富内容，由盛大网络北京分公司运营。泡泡堂一度有很高的访问量，曾获选“2004中国商业网站100强”，后一度更改为以音乐销售与资讯为主的娱乐门户网站。自2006年1月盛大对北京分公司裁员后，该网站已渐渐停止更新。盛大门户网站的功能由sdo.com 美國國會圖書館的存檔，存档日期2011-07-09代替。

### 盛大密宝
“盛大密宝”是盛大为解决网游盗号现象而推出的密码保护硬件，其基于动态密码认证技术，号称达到银行安全级别。体积小巧。向用户单独销售。第一代密宝售价为98元人民币。为了促进密宝的销量，盛大对购买密宝的用户有一些优惠措施。但有时使用密宝，游戏装备也会被盗，这种情况引发部分用户的不满与质疑。

### 盛大盒子
“盛大盒子”是一种HTPC（Home Theater Personal Computer），由盛大负责硬件产品的开发和内容的运营。这一度被盛大高调宣布为战略转型产品，引起广泛关注，但最后并未成功。
2004年底，陈天桥第一次对外界描绘盛大的5年周密计划：“所有的收购都是为了下一步的计划，打开中国人的客厅的计划。”盛大的理想是打造迪士尼式的互动娱乐王国。
2005年3月，陈天桥发话：“卖了股票也要做IPTV。”有传言称，当时唐骏提出反对此种策略，但陈天桥说：“谁要是对IPTV策略有异议，就卷铺盖走人。”
2005年7月1日，在青岛国际消费电子博览会（SINOCES）上，盛大推出暂名为“盛大互动娱乐中心”的主机。但展示过程中频频死机，引起业界质疑。
展会上，陈天桥做了题为“整合就是创新”的演讲，表明盛大耗资4.5亿美元收购边锋游戏、浩方游戏平台，以及新浪股份，都是为了将这些内容整合到自己的平台中。
2005年7月21日，盛大公司在上海召开了主题为“开放、合作、多赢”的“盛大家庭战略内容合作发布会”，正式启动内容合作伙伴计划。这些合作伙伴即是准备为将来的盛大家庭战略提供内容的厂家，涉及影视、音乐、购物等行业。
2005年10月，因同行竞争关系，上海文广总裁黎瑞刚和UT斯达康总裁兼CEO陆宏亮退出盛大董事会。（这二家公司事后都进入IPTV行业）
2005年10月18日，盛大推出了新的品牌“EZ”（谐音“easy”）系列，包括主机EZ Station、电脑软件EZ Pod（盛大易宝）和掌上游戏机EZ Mini（EZ Mini为盛大与台湾神达电脑合作产品）。陈天桥称，盛大由此完成了电脑、电视和无线三大终端上的战略布局。
2005年11月3日，盛大主机EZ Station在浙江义乌零售店开始试销，定价为人民币6850元。但传言只卖出了三台。
2005年12月，网上出现网友文章，用3000元即可自行组装盛大EZ Station。
2005年12月1日，盛大EZ系列产品正式对外发售。此时，盛大EZ系列的销售策略，已经变为重点发售EZ POD软件包，即“盛大易宝”，售价为468元。盛大的各款游戏均捆绑促销“盛大易宝”，例如用盛大易宝的产品序列号可以得到游戏装备。一些合作的电脑厂商预装“盛大易宝”销售，例如惠普电脑。但软件中的各应用频道仍处于公测状态，并未收费。一些规划中的频道（如教育频道）尚未上线。
2006年2月，经销商称100万套“盛大易宝”滞销。
2006年4月11日，广电总局发文点名盛大盒子违规。“盛大易宝”官方网站自4月24日起已停止更新。
2006年5月26日，“盛大易宝”变身为为网通提供内容、技术、服务的“宽带宝”，盛大家庭战略在曲线中前进。
2006年10月，广电总局已先后向上海文广、央视国际等四家单位颁发IPTV牌照，其中不包括盛大。

### 锦书
“锦书”是盛大于2010年9月28日推出的电子书阅读器，因低廉的价格而备受关注。

## 事件

### 《传奇世界》抄袭案
2003年，盛大与《热血传奇》的韩方研发商娛美德之间在分成费用方面发生岐见，面临无法继续运营《热血传奇》的困境。为继续留住用户，盛大开发新游戏《传奇世界》，于2003年6月上线运营。并将原《热血传奇》的用户数据转移至《传奇世界》中，并承诺玩家的角色、级别、装备等不变。娛美德认为这是对《热血传奇》的抄袭，于2003年10月提起诉讼。
经法官多次调解，双方于2007年2月4日达成和解。

### 《传奇》玩家“自焚”逼宫
2004年4月2日，一名传奇玩家因从外挂商购买的游戏装备被盛大没收，带着汽油来到盛大客服部点燃打火机试图自焚，烧成轻伤，被送往医院。盛大高层领导前往医院探视。

### 酷6暴力裁员
2011年5月18日，酷6宣布销售部门裁员约150人，引起劳务矛盾，进而爆发肢体冲突。
被裁员工提请政府部门介入，而后社保部门认定酷6裁员无效。